# Brigitta Kreß

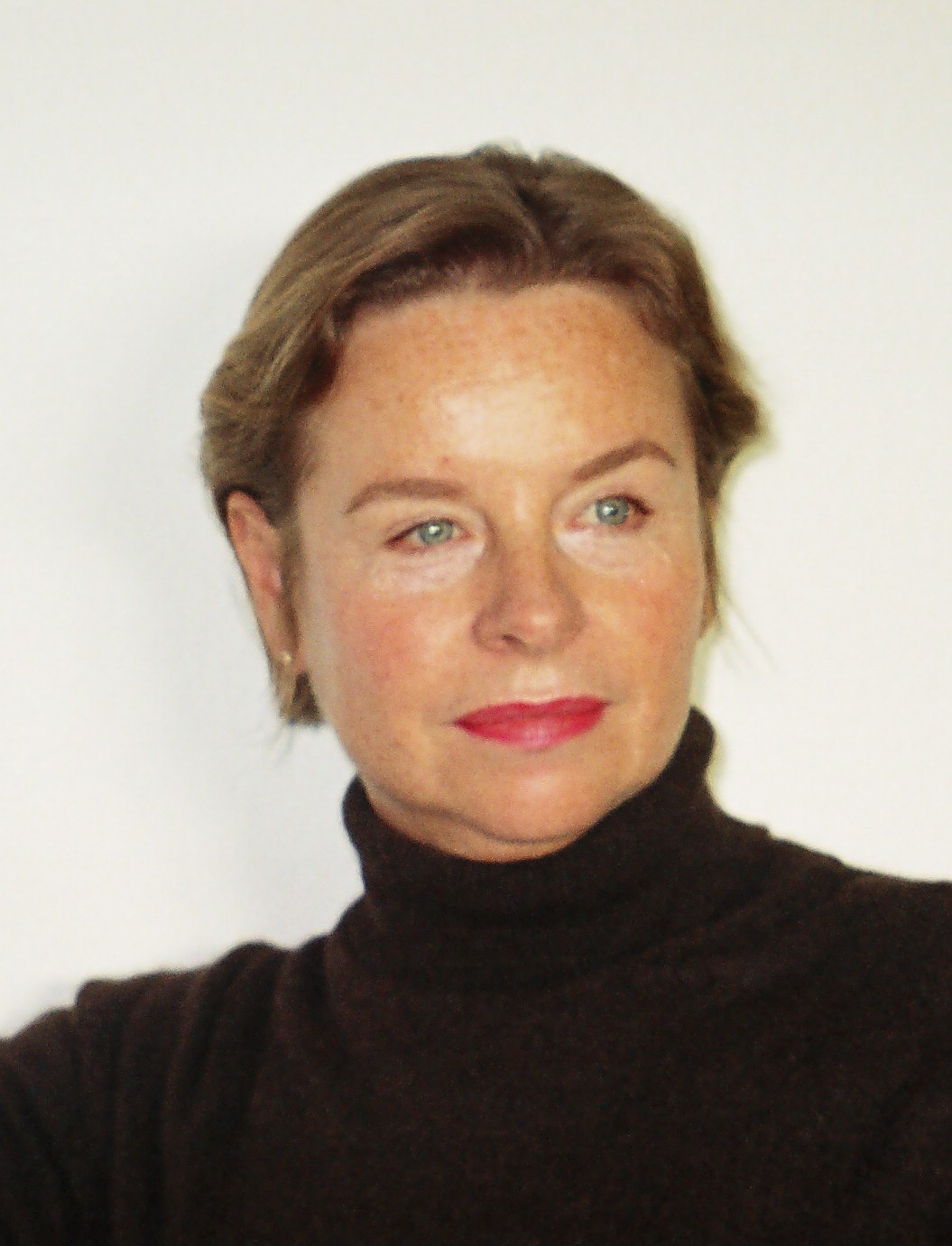
Brigitta Kreß

Brigitta Kreß (* 15. Juli 1952 in Berlin) ist eine deutsche Sozialwissenschaftlerin und Familiensoziologin mit dem Schwerpunkt Förderung von Gleichstellungsmaßnahmen von Frauen und Männern im betriebswirtschaftlichen Kontext.
Bis 2001 war sie im fünfköpfigen Team der Wissenschaftlichen Begleitung zur Implementierung von Gender-Mainstreaming in der Bundesregierung.
Derzeit lehrt sie angewandte Soziologie und Diversity an der Hochschule Darmstadt. Zuvor hatte sie Lehraufträge für die Landesgleichstellungsgesetze an der Hessischen Hochschule für Polizei und Verwaltung.

## Leben

### Studium
Brigitta Kreß studierte in Heidelberg Sozialpädagogik und in Frankfurt am Main Soziologie, unter anderem mit den Schwerpunkten Gerontologie und Sexualmedizin. Zu Beginn der 80er Jahre widmete sie sich als Wissenschaftsjournalistin für Hörfunk und Printmedien den Themen der Familien- und Geschlechterforschung sowie den modernen Sozialisationsbedingungen von Männern im Industriezeitalter und des europäischen Kulturraums. Daneben hat sie im Vorstand der Pro-Familia-Beratung in Frankfurt ehrenamtlich gearbeitet.

### Betriebliche Frauenförderung
Für den Verein ERGO e. V. und das Frauenreferat Frankfurt am Main, entwickelte sie eine Karriereberatung für Frauen. Im einjährigen Kooperationsprojekt des Landes Hessen mit dem Pfungstädter Backwarenhersteller Wilhelm Weber GmbH (500 Mitarbeitende, gehört heute Barilla) entwickelte sie 1993 einen Frauenförderplan für die 100 weiblichen Angestellten. Über alle betrieblichen vorhandenen Hierarchieebenen hinweg analysierte sie die Frauenarbeitsplätze hinsichtlich ihrer Arbeitszeitausrichtungen, der finanziellen Gleichstellung mit männlichen Kollegen, den Aufstiegsmöglichkeiten, sowie der körperlichen und geistigen Anforderungen. Sie erstellte einen Maßnahmenkatalog mit angepasstem Stufen- und Zeitplan und einen „Berufwegplan mit Bausteinsystem“. „Es bedeutet für die betriebliche Frauenförderung, dass sie unbedingt hart an den Realitäten ansetzen muss um erfolgreich zu sein. Das heißt, sie muss an den Arbeitsplatz der einzelnen Frau, auf ihren familiären Hintergrund und exakt auf die Anforderungen des Unternehmens zugeschnitten sein. Dazu bedarf es, den qualifizierten, externen Blick auf die interne Situation.“ Der Frauenförderplan hatte ebenfalls, die Installierung eines Kooperationsverbundes für die gemeinschaftliche Förderung von Kinderbetreuungseinrichtungen zum Ziel, was durch die Stadt Pfungstadt, die regionalen Kirchen und benachbarte Unternehmen (z. B. Wella AG, Softwarehouse GmbH) erreicht wurde. Es wurde mit Hilfe ihrer Vernetzungsaktivität und Moderation der unterschiedlichen Organisationsvertretungen eine Kindertagesstätte errichtet und das gesamte Projekt mit einer Betriebsvereinbarung verabschiedet und veröffentlicht
Der Frauenförderplan war in dieser Form europaweit der erste Plan der mit einer Betriebsvereinbarung verpflichten verabschiedet wurde. Die Europäische Stiftung zur Verbesserung der Lebens- und Arbeitsbedingungen wertete den Plan als „ausführliche Festlegung für den Zugang zu Arbeitsplätzen mit der Maßgabe die Geschlechtertrennung auf allen Hierarchieebenen und in allen Tätigkeitsfeldern zu beseitigen sowie Maßnahmen im Bereich zur Vereinbarkeit von Beruf und Familien, wie z. B. Elternurlaub, und Arbeitszeitregelungen, die Vätern in leitenden Positionen die Übernahme von Familienpflichten zu erleichtern, etwa durch Jobsharing oder Teilzeitarbeit.“

### Entwicklungsansätze für die Betriebliche Kinderbetreuung
Für das Deutsche Jugendinstitut e. V. war sie von 1996 bis 1999 als Wissenschaftliche Referentin im Bundesprojekt „Förderung betrieblicher Kinderbetreuung“ tätig. Hierin wurden zehn Standorte und Modelle betrieblicher Förderung von Kinderbetreuung in Ost- und Westdeutschland analysiert und deren finanzielle, pädagogische und organisatorische Konzepte und Vorgehensweisen dokumentiert und verglichen. Das dreijährige Projekt sollte dazu beitragen, dass die qualitativen Wechselwirkungen zwischen Familie und Arbeit am Beispiel der betrieblichen Förderung von Kinderbetreuung sichtbar und kalkulierbar gemacht werden können. Dadurch wurden die finanziellen Vorteile für Unternehmen deutlich, die bei familien- und frauenfreundlichen Personalstrukturen zum Tragen kommen, wodurch das Modellprojekt „Betriebe, Gewerkschaften und die Träger der Jugendhilfe [anregt], sich aktiv für eine Kinder- und familienfreundliche Zeitpolitik einzusetzen.“ Dadurch dass in dem Projekt der Fokus auf der Kinderbetreuung lag, wurden nicht nur Mütter, sondern erstmals auch Väter in die Neugestaltung des Zusammenhangs von Arbeit und Familie miteinbezogen: „Betriebliche Kinderbetreuung stellt eine Schnittstelle zwischen den Lebenswelten von Eltern und Kindern dar. Neue Zeitbrücken können auch hier entlasten und Vätern die Möglichkeit zur Teilhabe an der Entwicklung ihrer Kinder bieten.“ Die Ergebnisse des Projektes wurden in einem Buch dokumentiert, dass darauf aufbauend praktische Beispiele zur Anwendung für mittelständische Unternehmen bietet.

### Betriebswirtschaftliche Aspekte familiengerechter Maßnahmen
Das Thema „Kosten und Nutzen der familienfreundlichen Maßnahmen für Unternehmen“  verfolgte Brigitta Kreß weite, indem sie zeigte, dass die quantitativen Kosten qualitativ sichtbar zu machen sind, um schließlich den Nutzen für Unternehmen bezüglich der Nachhaltigkeit ermitteln zu können. So erstellte sie im Auftrag des Bundesfamilienministeriums eine Broschüre zum Thema „Kinderbetreuung lohnt sich! – Steuertips für Unternehmen“  in der den Unternehmen die Steuervorteile bei der Einrichtung oder Beteiligung an betrieblichen Kinderbetreuungsplätzen errechnet wurden.

### Eigene Beraterfirma
Im Jahr 2000 gründete sie die Beratungsorganisation „balancing consult – Vereinbarkeit von Beruf und Familie“. Ende der 90er Jahre hatte sie mit balancing consult die deutsche Leitung des dreijährigen EU-Projektes „Managing E-Quality“ übernommen die sie zuvor für das Frankfurter Institut für Frauenforschung ausgefüllt hatte. Gemeinsam mit Bildungsträgern und Unternehmen aus Österreich (Gender Link, Salzburg), England (mba –Training, Research, Development, London), und Ungarn (Ungarisches Sozialministerium, Budapest), wurde hierin ein länder- und kulturübergreifendes, Seminar (Gendertraining) für Führungskräfte aus der Privatwirtschaft entwickelt, das EU-weit anwendbar ist. Die Methoden zur Sensibilisierung von Führungskräften und praktischen Anleitungen wurden in mehrsprachigen Broschüren publiziert. Für die hierzu stattgefundenen Fachtagungen mit Vertretungen aus Großunternehmen und Gewerkschaften (u. a. Lufthansa, Fraport AG, Deutsche Telekom, GEW, IG Metall) in Wien und Frankfurt (1999) wurde das Schwerpunktthema auf die Förderung der aktiven Vaterschaft gelegt, da dies für Unternehmen eine neue familienfreundliche Ausrichtung erfordert. Nach Brigitta Kreß ist es eine der Aufgaben von MEQ-Seminaren, „[e]ine Umorientierung bei Arbeitgebern und Arbeitnehmern zu erreichen, …, denn männliches Selbstwertgefühl basiert auf beruflichen Erfolg.“ Familienfreundliche Betriebe spielen bereits Mitte der 90er-Jahre für Brigitta Kreß in Bezug auf die demographische Entwicklung eine Rolle, denn „je besser die Brücken zwischen Beruf und Familie …, desto mehr Frauen würden sich für ein Kind entscheiden. In Schweden, wo 86 % der Mütter berufstätig seien, bekomme jede Frau im Schnitt 2, 3 Kinder, in Deutschland seien es nur 1,3.“

### Implementierung von Gender-Mainstreaming in der Bundesregierung
Bis 2001 war sie drei Jahre im fünfköpfigen Team der Wissenschaftlichen Begleitung zur Implementierung von Gender-Mainstreaming in der Bundesregierung. Es entstand ein „Handbuch Gender Mainstreaming für die Bundesverwaltung“, das für die Leitungskräfte sämtlicher Ressorts der Bundesregierung in printform und im Intranet einsichtig ist.

### Interreligiöse Arbeiten
Im Jahre 2006 beriet Brigitta Kreß die interreligiösen Fraueninitiative Sarah & Hagar in einem vom Hessischen Sozialministerium finanziell geförderten Zielfindungsprozess und wurde anschließend katholisches Mitglied der Gruppe. In Form einer Broschüre formulierte die Gruppe von Jüdinnen, Christinnen und Musliminnen gesellschaftspolitische Leitlinien zu den Themen Arbeit, Familie und Bildung, die für die Frauen aller drei abrahamischen Religionen, der jüdischen, der christlichen und der islamischen Gültigkeit hatten und die im öffentlichen Diskurs weiterentwickelt werden sollten. Die Sarah-und-Hagar-Initiative „…sucht nach einem sozialpolitischen Konsens, zwischen deutschen Frauen, jüdischen, christlichen und muslimischen Glaubens. Damit stellt sie eine gemeinsame Aktionsplattform her, von der aus andere gesellschaftliche Gruppierungen in eine demokratische Suchbewegung eintreten können: auf welchem Weg können Religionsfreiheit und Geschlechtergerechtigkeit verwirklicht werden?“ Die öffentlichen Referate der Gruppe, in denen immer wieder auch der eigene jahrelange Prozess der Annäherung Gegenstand ist, werden stets von drei Vertreterinnen dieser Religionen gemeinsam wahrgenommen. So war „der Verzicht auf eine Missionierung des anderen das zunächst größte Hindernis … um in einen normal geführten Dialog zu treten.“ 2009 wurde der Sarah-und-Hagar-Initiative für ihr Engagement der Leonore-Siegele-Wenschkewitz-Preis des Vereins zur Förderung Feministischer Theologie in Forschung und Lehre e. V. verliehen.
Das ehrenamtliche Engagement von Brigitta Kreß hat die Frankfurter Bibelgesellschaft in einer Sonderausstellung des Bibelhauses gewürdigt. Innerhalb der Ausstellung: „unGlaublich weiblich – MainBlick auf Frauen an Nil und Jordan“, die vom 29. Oktober bis 31. Mai 2008 im Bibelhaus Frankfurt geöffnet war, porträtierte die Bibelgesellschaft ihre Arbeit und ihr Engagement.
Brigitta Kreß arbeitet als Beraterin und Coach zu den Themen: familiäre, politische und betriebliche Gleichstellung zwischen Frauen und Männern, Interkulturelle und interreligiöse Dialogführung, sowie Entwicklung von Diversity-Strukturen in Unternehmen. Brigitta Kreß lebt in Frankfurt und hat zwei erwachsene Söhne.

## Werk

### Gender als soziales Ordnungsprinzip
Brigitta Kreß las als deutsche sozialwissenschaftliche Autorin und Wissenschaftsjournalistin Ende der 1970er Jahre die deutsche und amerikanische feministische Literatur unter dem Blickwinkel beider Geschlechter. „Das Merkmal Geschlecht als soziales Ordnungsprinzip“ (Carol Hagemann-White) war und ist Gegenstand ihrer Forschungen. Die Auswirkungen von Geschlechtsrollenvorgaben und deren Auflösung auf die männliche Sozialisation und die gesellschaftlichen Strukturen beschäftigte sie in ihren Veröffentlichungen. Die Forderungen der aufkeimenden amerikanischen Männerbewegung der 1970er-Jahre nach Wiederbelebung der weiblichen Anteile in der männlichen Psyche und nach individuell flexiblen Rollenmustern (Robert W. Connell) hat sie aufgegriffen und den deutschen sozialpsychologischen Phänomenen in der Veränderung von Geschlechterrollen gegenübergestellt. Erste Männergruppen hatten sich auch in Deutschland gebildet (Göttingen, München, Frankfurt) und Brigitta Kreß hat mit deren Hilfe und mit den Mitteln der empirischen Sozialforschung (Narrative Interviews, Experteninterviews), den Status der Bewegung erfasst und Prognosen erstellt. Es entstanden Fachartikel und Hörfunksendungen für die Psychologie Heute und den Deutschlandfunk.

### Rollenverhalten
In ihrer ersten Buchveröffentlichung widmete sie sich 1983 den Auswirkungen des männlichen Rollengehorsams auf die Identität des Mannes über eine biographische Spanne hinweg sowie der generativen Übertragung von männlichem Rollenzwang innerhalb der Vater-Sohn-Beziehung. Brigitta Kreß beschrieb die entstehenden gesellschaftlichen Wechselwirkungen mit dem weiblichen Rollengehorsam und die daraus resultierenden Strukturen in Familie und Arbeitswelt. Geschlecht als normatives soziales Strukturelement, wie es in der Geschlechterforschung definiert ist, wurde hier durch die Interviews mit fünf Männern unterschiedlicher Herkunft und Sozialisation auch in den Alltagsbezügen sichtbar gemacht und zur Diskussion gestellt. Was früher als biologisch bedingt angesehen wurde, konnte hierdurch als soziale Rolle herausgearbeitet werden, eine Rolle die beweglich ist: „Wie breit jedoch das statistische Ausmaß der „bewegten“ Männer wirklich ist, lässt sich nur ahnen, wenn man das große Puzzle aus vielen Einzelgesprächen zu einem großen Bild zusammensetzt. Welche durchgreifenden, positiven Veränderungen es in unserer gesamten Lebenswelt zur Folge haben wird, wenn all diese Männer voneinander wissen und sich gegenseitig bestätigen, darüber kann man heute nur spekulieren.“

### Männliche Fruchtbarkeitsvorstellungen
Im Fokus ihres zweiten Buches, das sie zum Thema „Männliche Fruchtbarkeit“ gemeinsam mit der Journalistin Bärbel Döhring geschrieben hat, wurde aufgezeigt, dass die weiblichen und männlichen Anteile die gleichermaßen in Frauen und Männern mit ihren individuellen Ausprägungen vorhanden sind den Rollenzwang beider Geschlechter auflösen können, wenn sie bewusst gemacht und gelebt werden könnten. Zugrunde lag die Vermutung, dass es auch für Männer eine tiefenpsychologische Verankerung der Fortpflanzungsfähigkeit geben könnte, die sich auf ihre Zeugungsfähigkeit und schließlich auch auf die Beziehung zum Kind bezieht. Es wurden Experten (z. B. Andrologen) befragt und sechs Männer interviewt, die durch ihre generativen und emotionalen Erfahrungen einen besonderen biographischen Bezug zum Thema Vater-Werden hatten. Sie schilderten einerseits die eigene Gefühlsebene zum (geborenen oder ungeborenen) Kind, andererseits das Erinnern und die innere Auseinandersetzung mit dem eigenen Vater, was für sie oft in ständigen Wechsel stattfand. Verblüffung entstand bei ihnen darüber, dass man sie zu diesem Thema überhaupt fragt. „Darin, dass männliche Fruchtbarkeit bislang noch nicht einmal Thema für die Wissenschaft war, spiegelt sich zweierlei wider. Zum einen erwartet die Gesellschaft vom Mann  anscheinend gar nicht, dass er dazu etwas sagen könnte und zum anderen haben Männer diese Nicht-Erwartung so verinnerlicht, dass sie zu einem Teil ihres Selbstbildes geworden ist.“
Beratungsinstitutionen wie Pro Familia diskutierten diesen Ansatz in ihren Konzeptionen und der Zusammenhang zwischen Vasektomie und der psychischen Beteiligung des Mannes an seiner Fortpflanzung wurde in die Diskussionen aufgenommen.

### Vaterschaft
1989 lieferte sie eine vollständige Überarbeitung des von „Der neue Mann“ und legte einen deutlicheren Schwerpunkt auf die Vaterschaft. Sie betonte die Erweiterung der männlichen Persönlichkeit durch emotionale Erlebnisfähigkeit bei der Annäherung und Auseinandersetzung der Männer an ihre psychosoziale väterliche Aufgabe. Zugleich nahm sie den pädagogischen Aspekt bezüglich der psychosozialen Entwicklung von Kindern in ihre Betrachtung mit auf. „Wie es scheint, sind die Männer selbst die Profiteure der Neuorientierung. Aber gleich an zweiter Stelle stehen die Kinder. Wie wichtig die positive Zuwendung und die Erziehungsleistung der Väter für die Kinder ist, zeigen Forschungsergebnisse aus Deutschland und den USA: Väter und Mütter verfügen demnach an biologischen und emotionalen lebenspraktischen Kompetenzen und sie beeinflussen unterschiedliche Aspekte der kindlichen Entwicklung, wobei das gute Zusammenspiel der beiden eine perfekte Ergänzung darstellt.“

### Vereinbarkeit von Beruf und Familie
Ergebnisse der Sozial- und Geschlechterforschung auch in den Alltagsbezügen von Frauen und Männern transparent zu machen und als ein politisches Element der gesellschaftlichen Entwicklung zu betrachten, spielt für Brigitta Kreß besonders beim Thema Vereinbarkeit von Beruf und Familie eine Rolle. Bis heute gilt die Einrichtung von Kinderbetreuungsplätzen oft nur als ein Element der Frauenförderung, denn das Vereinbarkeitsproblem wird hauptsächlich den Müttern zugerechnet. So konnte sie herausarbeiten, dass „die ansteigende Zahl von Teilzeitarbeitsplätzen zwar eine familienfördernde, nicht unbedingt aber eine frauenfördernde Maßnahme [ist]. Auch wenn Frauen oft den Wunsch nach mehr Teilzeit äußern, bedeute dies oft nichts anderes als Doppelbelastung ohne berufliche Aufstiegschancen und weist Frauen wieder in die Rolle der ‚Dazuverdienerin’“.
Ähnliche Widersprüche sieht sie bei der Vorgabe von Erziehungszeit und Erziehungsgeld. So ist es nach Kreß familienfreundlich, „wenn Eltern die Zeiten, in denen sie für das Kind zuständig sein wollen selbst auswählen können. Da diese Zeiten jedoch nicht gleichmäßig geteilt werden müssen – bei vollem Lohnausgleich – bedeutet, dass die Frau als diejenige, die meist das geringere Einkommen hat, den Löwenanteil an der Erziehungszeit zugewiesen bekommt und sich damit an der alten Rollenverteilung nur wenig ändern kann. Auch hier ist nicht gleich frauenfreundlich, was familienfreundlich gedacht ist“.

### Betriebswirtschaftliche Konzepte
In ihren weiteren Aufsätzen bündelt sie psychologische, soziale, politische und wirtschaftliche Komponenten bei der Betrachtung praktischer Möglichkeiten von betrieblicher Förderung von Kinderbetreuung.  Deren Ausbau und Unterstützung sie nicht nur als unternehmerische Imageverbesserung wertet, sondern auch als Indiz für einen Einstellungswandel bezüglich der Verantwortung von Unternehmen für personalpolitische Entwicklungen und Nachhaltigkeit. Allerdings nur, wenn die aktuelle Kosten-Nutzen-Rechnung positiv ausfällt: „In jüngster Zeit ist noch ein weiterer Nutzenaspekt von Frauenförderung durch die Erfahrungen der Organisationsentwicklungen in den Mittel- und Großbetrieben in den Blickpunkt geraten. Die Beraterinnenkompetenz. Hier weisen Frauen eine außerordentlich hohe  Erfolgsquote auf, denn ihre Beziehungsorientierung kommt ihnen zugute. Einfühlungsvermögen, Anpassungsbereitschaft, das Zuhörenkönnen, Abwartenkönnen und Fragenkönnen sind Kommunikationsfähigkeiten, die manch männlicher Berater erst in teuren Trainingsinstituten erwerben muss.“
Bei ihrer Arbeit mit Unternehmen begegnet Brigitta Kreß deren Schwerfälligkeit vorwiegend mit der Sammlung von Kosten-Nutzen-Faktoren (Steuerersparnisse, Image und Kundenberatung, Personalgewinnung) aber auch mit Kritik: „Betrieblich geförderte Kinderbetreuung und die bisher erreichten Errungenschaften der Frauen- und Familienförderung sind alle auf Druck und mit langen, zähen Verhandlungen von Frauen und Frauenpolitikerinnen entstanden.“ Ihre Kritik geht immer wieder auch zurück auf die Ursprünge der Männerforschung, deren Ergebnisse in Betrieb und Familie nach Kreß noch immer Bestand haben. „Das Männerklischee ist ein Kunstprodukt der hegemonialen (herrschenden) Männlichkeit, wie der Männerforscher Robert W. Connell meint, und dient einzig dazu, die strategische Überlegenheit und Vorherrschaft des Patriarchats zu sichern.“

### Gender-Mainstreaming
Als die Bundesregierung ihrer durch die UN und EU auf erlegten Verpflichtung nachkam, in allen Politikbereichen, also in der Verwaltung der 15 Ressorts, sowie des Bundeskanzleramtes, das Gleichstellungsinstrument Gender-Mainstreaming einzuführen, war Brigitta Kreß eines der 5 Teammitglieder im Stab der Wissenschaftlichen Begleitung zur Implementierung von Gender-Mainstreaming in der Bundesregierung. GM wurde als durchgängiges Leitprinzip des Verwaltungshandelns beschlossen, was in der Gemeinsamen Geschäftsordnung der Ministerien(GGO) festgeschrieben wurde. Unter der Federführung der Abt. Gleichstellung des BMFSFJ, Bundesministerium für Frauen, Senioren, Familie und Jugend, wurde mit Hilfe des Teams der wissenschaftlichen Begleitung eine ministerielle Steuerungsgruppe auf Abteilungsleiterebene installiert und thematisch beraten. Alle Ministerien hatten die Aufgabe, Projekte in einer oder mehrerer ihrer Abteilungen mit dem Instrument Gender-Mainstreaming zu versehen und die Erfahrungen und Ergebnisse in vierteljährlichen Sitzungen unter der Leitung des Staatssekretärs auszutauschen. Danach sollte GM, als Gleichstellungsinstrument in allen Entscheidungen mit berücksichtigt werden. Als Endprodukt der fast 4-jährigen Arbeit lag im Jahre 2002 ein internes Handbuch der wissenschaftlichen Begleitung für die Bundesverwaltung vor und die Gründung des Genderkompetenz-Zentrums als Wissensvermittlungsorganisation mit Anbindung an die Humboldt-Universität zu Berlin konnte vollzogen werden.

### Geschlechterdifferenz und -gleichstellung
Brigitta Kreß ist aktives Mitglied des Total E-Quality e. V. Deutschland, eines Auditierungs- und Prämierungszusammenschlusses, der das unternehmerische Engagement bezüglich der Förderung von Gleichstellung und Vereinbarkeit bewertet. Innerhalb ihrer Beratungstätigkeiten für die Gleichstellungsabteilung des Flughafenbetreibers Fraport AG konnte sie in der praktischen Projektarbeit mit den Mitarbeitenden des Unternehmens Standards für eine Durchführung des Total-E-Quality-Prozesses entwickeln. Hierin geht es um die Einrichtung eines prozessorientierten Systems innerbetrieblicher Strukturen (Workshops, Fortbildungen, Projekte), die eine Bewusstmachung für die Geschlechterdifferenzen am Arbeitsplatz und in den Familien bei den Mitarbeitenden, insbesondere der Führungskräfte, erwirkt. Mit Hilfe von Kennzahlen kann diese Entwicklung verfolgt und kontrolliert werden. „Die Vielfalt der Menschen, die an einem Flughafen arbeiten, als Ressource zu nutzen, gelingt nur, wenn entsprechende Struktur- und Steuerungselemente wirksam werden. TEQ dient als ein solches Steuerungselement. Wie auch bei Gender Mainstreaming soll der Blick aller, nicht nur für mögliche Diskriminierungen, sondern auch für den Mehrwert der Chancengleichheit geschärft werden. … Dabei bildet das Merkmal „Geschlecht“ das wesentlichste Ordnungsprinzip.“ Im Oktober 2014 erhielt Brigitta Kreß eine Ehrung vom Vorstand Total E-Quality e.V. Deutschland. Sie wurde, anlässlich der TEQ-Prädikatsverleihung in Dortmund, als „Würdigung für ihr besonderes fachliches Engagement zur Expertin für Total E-Quality ernannt“.

### Männer als Erzieher
Die Präsenz von mehr männlichen Erziehern in der Kinderbetreuung untersuchte Brigitta Kreß (2006 u. 2008) für das Frankfurter „Beratungs- und Verwaltungszentrum für berufstätige Eltern“ (BVZ) die Selbst- und Fremdbilder der männlichen Erzieher von 120 Betreuungseinrichtungen im Frankfurter Raum. Ziel war es den Beruf des Erziehers für mehr Männer attraktiv zu machen und die die Quote von derzeit 17 % in den nächsten 5 Jahre auf mindestens 30 % anzuheben. Die damit einhergehende Steigerung der pädagogischen Qualität der Betreuung, wird auch von den Erzieherinnen begrüßt: „Sie halten es für pädagogisch hilfreich, wenn es einen weiblichen und männlichen Blick auf die alltäglichen Geschehnisse in den Einrichtungen gibt. Das heißt, die Kinder werden auf unterschiedliche Weise wahrgenommen und anerkannt, sie werden mit männlicher und weiblicher Fürsorge und Förderung betreut.“ Die Erhebung wurde aufgenommen in die Studie des Bundesministeriums für Familie, Senioren, Frauen und Jugend.

### Elternzeit für Väter
Über das Engagement von Väterinitiativen in Unternehmen hat Brigitta Kreß im Jahre 2008 im Auftrag der Fraport AG einen Dokumentarfilm gedreht, der die positiven Wechselwirkungen einerseits bezüglich der Rollenflexibilität innerhalb der Familien und andererseits zwischen Vätern als Arbeitnehmern und ihren Vorgesetzten aufzeigt. Brigitta Kreß zeigt auf, dass auch dem Unternehmen, nach Aussagen der Führungskräfte, ein personaler und finanzieller Nutzen zufließt, wenn Väter die gesetzlichen Angebote für Elternzeiten annehmen, indem sie mit einer Erweiterung ihrer sozialen Kompetenzen an ihren Arbeitsplatz zurückkehren und diese einsetzen.

## Werke

### Schriften
- Der neue Mann – Männliche Selbsterfüllung als Überlebenschance. Causa Verlag, München 1983.
- Zeugungsangst und Zeugungslust – Gespräche mit Männern über Fruchtbarkeit und Vaterschaft zusammen mit  Bärbel Döhring, Luchterhand Verlag, Darmstadt 1996.
- Was will der Mann? – Ein neues Bewußtsein von Männlichkeit, Heyne Verlag, München 1989.
- Unternehmerverantwortung für Kinderbetreuung Hessischen Ministeriums für Jugend, Familie und Gesundheit (Hrsg.) Wiesbaden 1995.
- Betrieb und Kinderbetreuung – Kooperation zwischen Jugendhilfe und Wirtschaft gemeinsam mit Ulrich Hagemann und Harald Seehausen, Leske und Budrich, München 1998.

### Als Herausgeberin (Auswahl)
- Brigitta Kreß, Annette Mehlhorn (Hrsg.): Füreinander Sorge tragen – Religion, Säkularität und Geschlecht in der globalisierten Welt. Landsberg 2015, ISBN 978-3-7799-3252-9.

### Hörfunksendungen
- Das Elend mit der Männlichkeit – Muttersöhnchen oder Vaters Sohn? DLF, 5. März 1982.
- Das Elend mit der Männlichkeit – Moderne Mannbarkeitsrituale. DLF, 12. März 1982.
- Das Elend mit der Männlichkeit – Die Befreiung des Mannes vom Manne. DLF, 19. März 1982.
- Suff ist männlich – Alkoholgefährdung durch männliche Sozialisationserfahrung. DLF, 15. April 1983.